# Taxigramma armeniaca
Taxigramma armeniaca är en tvåvingeart som beskrevs av Yu. G. Verves 1980. Taxigramma armeniaca ingår i släktet Taxigramma och familjen köttflugor.
Artens utbredningsområde är Armenien. Inga underarter finns listade i Catalogue of Life.